# だがしかし
『だがしかし』は、コトヤマによる日本の漫画作品。駄菓子屋を舞台にしたコメディストーリー。『週刊少年サンデー』（小学館）にて、2014年30号から2018年20号まで連載された。
2018年9月15日に発刊される「コロコロアニキ」2018年秋号には、ゲスト漫画家によるオムニバス連作企画「コロコロ時代」の1作として、本作の特別編が掲載。駄菓子では無く「ミニ四駆」を題材にしている。2018年12月24日発売の週刊少年サンデー2019年4・5合併号では、尾張ハジメの過去を描いた読切『いとおかし』が掲載された。また2020年11月11日発売の週刊少年サンデー2020年50号では「よふかし」を題材にした読切が掲載された。こちらは次回作の「よふかしのうた」単行本7巻に収録されている。

## 概要
実家の駄菓子屋を継ぎたくない主人公に対し、駄菓子マニアの社長令嬢が駄菓子の魅力や豆知識をハイテンション気味に解説しつつ、主人公に駄菓子屋を継がせようと画策する姿が描かれる、劇中内で現実に存在する駄菓子が登場し現実の流行やニュースがリンクするなど現実に沿った舞台設定になっている。話数表記は「○○かし」。主要モデルとなる場所は千葉県富津市竹岡で千葉市土気や鋸南町勝山も登場する。
駄菓子を人並みに好きだった程度の作者が、没案からネームの行き詰まりを経てさまざまな設定の主人公を考案した果てに「主人公が駄菓子屋」という案が通って描いた作品である。
単行本の発行部数はテレビアニメの放送開始後の2016年1月10日時点で、約160万部に達している。また、「全国書店員が選んだおすすめコミック2016」のランキングベスト15では、第5位に選ばれている。2018年1月時点で累計発行部数は300万部を突破している。
2016年2月9日には日本全国の書店で展開された装飾コンテストの結果が発表され、参加店舗156店からヴィレッジヴァンガード イオンモールかほく店がユーザー投票数1位、アニメイト新潟店がコトヤマ賞となった。
『週刊少年サンデー』2015年43号にてテレビアニメ化が発表され、2016年1月から3月にかけて1期が、2018年1月から3月にかけて2期が放送されていた。

## あらすじ
とある半島の海沿いにある田舎町に住む鹿田ココノツは父・鹿田ヨウから実家の駄菓子屋・シカダ駄菓子を継ぐように求められるが、漫画家になるという夢があったことから拒絶していた。しかしある夏の日、ココノツの前に枝垂ほたるが現れる。ココノツは都会的な雰囲気の美少女であるほたるに惹かれるが、お菓子メーカー・枝垂カンパニーの社長令嬢であるほたるは、枝垂カンパニーが作る駄菓子屋の店長としてヨウを迎えることが目的であった。
ヨウはココノツがシカダ駄菓子の跡継ぎとなることを条件に勧誘を受諾したため、ほたるはココノツに駄菓子屋を継がせるべく奮闘する。
自身が駄菓子マニアでもあるほたるは、ココノツの親友である遠藤豆や、その双子の妹でココノツに恋する遠藤サヤも巻き込んで駄菓子を語ったり、おもちゃで遊んだりしながら日々を過ごすが、ある日ホームランバーの当たりを「忘れっぽいから失くさないようにアナタが持っていて」とココノツに渡し、翌日から姿を消す。
冬になり、シカダ駄菓子は経営難に陥るが、ココノツは「当たりは買った店でしか交換できない」と立て直しに奮起する。新たにできたコンビニの店長紅豊や、住み込みでアルバイトをすることになった尾張ハジメと交流しながら駄菓子屋を経営していくが、そちらにかまけた結果、漫画家になる努力をおろそかにしていたココノツは一念発起し、ハジメや遠藤兄妹の助力も得ながら漫画を描き上げ、審査会へ参加する。
審査会で漫画を酷評されたココノツは帰途ほたると再会する。ほたるは今度は自身の会社を興そうとしており、そのためにヨウではなく、ココノツ自身を勧誘しようとしていた。ともあれ以前のようなほたるのいる日常に戻ったが、ココノツは冬休みの最終日、ほたるから次の夏に去ることを告げられ、それまでに地元に残るか、ほたるとともに行くかの決断をするよう求められる。
その後ココノツの漫画は奨励賞を受賞するが、ほたるにそのことを報告すると、答えは決まったとして別れを告げられる。ほたるは駄菓子に関係ない自分には興味がないのだと思い込んだココノツは虚脱状態に陥るが、サヤに諭されほたるを追いかける。ココノツの周りをかき回してしまった、自分がいなくなっても元に戻るだけだと言うほたるに、ココノツはもとに戻れるわけがない、好き勝手を言ってまた会いに来てほしいと返す。
そして、当たり棒を一旦ほたるに返し、適切な手順として新たなホームランバーと交換する形で再度受け取り、これを見てほたるを思い出すと述べるが、ほたるはココノツに結婚をもちかけ、困惑するココノツにまたしても当たったホームランバーの当たり棒を託して去る。
一年後の夏、ココノツの漫画が初めて雑誌に掲載された頃、再びシカダ駄菓子を訪れたほたるを、ココノツは笑顔で迎える。

## 登場人物

### メインキャラクター
鹿田 ココノツ（しかだ ココノツ）
声 - 阿部敦
本作の主人公。駄菓子店「シカダ駄菓子」の店主を父に持つ高校1年生。初登場時は15歳。あだ名はココナツ。劇中では主にツッコミ役を担う。
漫画家志望で画力はそれなりに高いが、ストーリー作りや構成力は素人の域を出ていない。夜遅くまで漫画を描いているため、常に目の下にはクマができており、眠そうな顔をしていることが多い。
親や友人たちには自身の夢を秘密にしていたが、のちにすでに知られていることに気づく。父親のヨウからはシカダ駄菓子を継ぐことを望まれているものの、本人にその意思はない。しかし、マーケティングのセンスに優れており、店主としての才能はある。また駄菓子に関する知識も豊富で、ヨウと並んでほたるの駄菓子トークについていける数少ない人物である。
何だかんだでノリのいいところもあり、ほたるの奇行にツッコミを入れつつしっかりノッていることが多い。
思春期の少年らしく異性への興味は津々で、ほたるの肢体を見て悶々としたり、あられもない妄想に浸ったりすることから、友人の豆からは「スケベ全開」と評されている。1秒間だけ顔をポテトフライのマスコットキャラクターであるポッチくんにできる特技をもつ。
ほたるやヨウたちに手伝ってもらい、漫画を投稿した。けれど編集者からの辛口の評価を受けて落ち込んでしまう。
地道に努力を重ねて、奨励賞を取るまでに成長している。
少女漫画を描いていたが路線変更しており、休載ばかりで枠が空いていたため、掲載させてもらっている。
枝垂 ほたる（しだれ ほたる）
声 - 竹達彩奈
大手菓子会社「枝垂カンパニー」の社長令嬢。外見はセミロングの銀髪に長身でココノツよりも少し背が高い。グラマラスな体形の美少女だが、駄菓子への愛が強すぎてしばしば奇怪な言動を見せる、いわゆる「残念な美少女」。夢は世界一の菓子メーカーを自分でつくること。
もともとは菓子業界では有名人のヨウを自社に引き抜こうと都会からやってきたが、ココノツが跡を継ぐまでは店を離れたくないというヨウの意向を受け、自身のためにもココノツに店を継いでもらうためにさまざまな手を講じる。
長期間の滞在用として父に建ててもらった和風邸宅の別荘に滞在するが、夏休みの終わりから冬までココノツたちのまえから姿を消す。再会時はさらに独立志向が強くなっており、自分の会社を立ち上げ、さらにココノツをそこに入社させようともくろんでいる。
基本的には黒いバラの飾りがついたヘアバンドに、白のブラウスと黒のハイウエストスカートを着用しているが、ブラウスとスカートは柄や仕立ての異なるものが複数存在し、毎回微妙に装いが異なっている。この服装は、「ちょっと変わった可愛い服がいい」と考えていた作者がゴスロリ雑誌をみて「線が増えて見栄えする」ということで「これだ」と決めたもの。
駄菓子が絡むと異様なテンションでオーバーアクション気味に喋りまくり、目を見張る行動力も見せるが、度が過ぎて騒動を引き起こすことも多い。好きな男性のタイプはポテトフライのマスコットであるポッチくん。
なぜか駄菓子の生いきビール（ノンアルコール）で酔っぱらい、バスなど乗り物酔いにも弱い。駄菓子のくじにもからきし弱く、一度も当たりを引いたことがない。メンコやベーゴマなど昔の遊びも詳しいものの腕前は低い。総じて勝負事に弱い傾向がある。
社長令嬢らしく、基本的には自信に満ち溢れた態度であるが、理解の範疇を超えた事態に遭遇したり、痛いところを突っ込まれたりするとうろたえることもある。近所の子供に対してガキ大将風に振舞い「ボス」と呼ばせ、嘘が下手なところがあるなど精神年齢が幼いところもある。
お気に入りの駄菓子の製造終了や店の閉店があると抜け殻のような状態になるほどに落ち込み、兄の紅豊からは「情に流されやすすぎる」と評されている。
自分の女性的魅力に無頓着で羞恥心が薄いところがあり、ブラウスが濡れた際のブラ透けを全く気にしなかったり、薄手のパジャマのまま店の前でのラジオ体操に現れたり、豆には初対面で全裸で挨拶しようとしたり、自宅（別荘）にココノツたちを招いた際には、入浴中に誤って浴室に入って来たココノツを自ら招き入れて一緒に入浴したりしている。
またココノツが自分の好みのタイプと言うなど微かながら好意を抱いてるような描写も見られる。
「ほたるの歳は読者それぞれのイメージで見てもらいたい」という理由で年齢は明らかにされていないが、作者のコトヤマの中ではほたるの年齢がどれくらいかのイメージはあるという。上記のように精神年齢が幼いところがあり、ココノツのセリフでは彼と「同年代」であることが示唆されている。一方で会社の経営や起業を真剣に考えていたり、20歳のハジメに対してアドバイスを送る、学校に行くココノツを送り出すなど、年上を思わせる言動もある。
“もちろん”を「モチのロン」、“パーフェクト”を「パーフェクツ」と表現するなど、独特の言い回しを用いることが多い。
ココノツの漫画が奨励賞を取った際、ココノツは漫画の道に進むとして、名残惜しくも枝垂に帰って父親の手伝いをすることにした。枝垂の跡継ぎとして父親を納得させるには、一人前の大人になる必要があるため、結婚すれば父が納得すると考えてココノツに結婚を打診している。返事は次に会ったときにと言い、笑顔でお別れしている。
遠藤 サヤ（えんどう サヤ）
声 - 沼倉愛美
ココノツの友人。豆の双子の妹。
実家の喫茶店「喫茶エンドウ」の看板娘で、親が留守がちのため店主を代行している。
金髪と両耳に沢山つけたピアス、口からのぞく八重歯が特徴。細身で貧乳、美脚。
気は強いが、変人ぞろいの登場人物のなかでは比較的常識人。寝相が悪い。
幼馴染のココノツのことが気になっており、当初は話で聞いたほたるの存在に嫉妬する素振りを見せるが、のちに偶然顔を合わせたほたるの奇人ぶりに毒気を抜かれ、以降は普通の友人として付き合うようになる。
ヨウに対しては互いに苦手意識をもっている。また、怖いものが大の苦手。
ココノツやほたる、ヨウと比べると駄菓子に関する知識量は少ないが、無自覚ながらもセンスには天才的なところがある。また、くじ運が良く、当たり付きの駄菓子を買うと次から次へと連続して当たりを出してしまうほど。
めんこやけん玉など昔の遊びに関する才能も突出している。そのため、ほたるからは「サヤ師」と呼ばれ尊敬されるようになる。
遠藤 豆（えんどう とう）
声 - 鈴木達央
ココノツの友人。サヤの双子の兄。
常にサングラスを着用しており、ほたるからは「すっぱいぶどうにご用心のサングラスぶどうのコスプレか？」と思われている。
サヤには度々ちょっかいを出しては鉄拳制裁を加えられるが、妹の恋路を心配するなど、基本的に妹思いである。
サヤのことを思い、さりげなくバレンタインチョコを渡せるチャンスを作っている。
妹同様、ヨウに対してやや苦手意識をもっている。
作中ではよく携帯ゲーム機やカードゲームなどに興じている。肉体労働は苦手な反面、女絡みのことには努力を惜しまない。
鹿田 ヨウ（しかだ ヨウ）
声 - 藤原啓治
ココノツの父親。シカダ駄菓子八代目店主。ココノツに店を継いでもらいたいと色々策を練ってはいるが、どれも空振りに終わっている。
駄菓子に関するうんちく話に詳しく、業界では有名人らしく、町でも変人として有名人。
筋肉質で背中の筋肉でキャラクターの顔を作ることができる。息子同様、巨乳好き。
ほたるとはココナツの後継ぎを企む者同士からか、非常に気が合う。
店番をココノツに押し付けてサボったり、入荷した商品を陳列せずに食べつくすなど問題行動もある。
妻（ココノツの母）は何らかの理由で実家に帰っているが、玉井は「妻に逃げられた」と語っている。
尾張 ハジメ（おわり ハジメ）
声 - 赤﨑千夏
就職活動中の眼鏡をかけた女性。20歳。左利きなのか、ペンや左で包丁やPCのマウスなどを使用している。1月1日生まれ。
有名大学である千代田一ツ橋大学政経学科で優秀な成績を残し、さまざまな資格を取得するも中退。運転免許を持っており、軽トラックを運転できる。
シカダ駄菓子の向かいに開店したコンビニチェーン「タウンマート」で研修中だったが、研修期間を全日程寝坊して遅刻したあげく解雇され、住むところもなくて困っていたところ、たまたまシカダ駄菓子の前を通りかかり、土下座して頼み込み、採用する気のないココノツを給料を全額家賃とする約束で、半ば強引に押し掛けて住み込み店員となる。
駄菓子の知識には疎いが、それ以外は博学で洞察力も鋭く、ココノツとともにシカダ駄菓子の経営改善に努める。TOEICで700点台を取ったことがある。
HTMLやJavaScriptなどのWeb言語を「義務教育」だと言い切り、事実器用に使いこなせるが、ココノツの提案でインターネット通販のページを立ち上げようとした際には、悪乗りが過ぎて風俗店のようなページになってしまい、結局インターネット通販をあきらめたことがある。
漫画を描くことができ、新人賞に関する知識もある。
外見は髪の毛はボサボサで垂れ目だが、意外とスタイルは良く、ハジメの採用を決めたココノツは、ヨウから「スケベ丸出し（で採用した）」と言われる始末。性格は良く、陰口を叩いたりすることはないが、ココノツに言わせると「ちょっと抜けててスキが多い」。
ココノツが学校で駄菓子を売り捌いていた際、ヨウが店にいなかっため、保護者として学校に赴いている。
最終話である、最終かし「おわり」では店長（仮）になっている。
なお作者は「どのキャラにもお気に入り要素が1つか2つ入っている」との事で、ハジメは“メガネ”と“リクルートスーツ”との事。そのため、就職が決まった後も基本的にリクルートスーツで登場している。

### サブキャラクター
枝垂 紅豊（しだれ べにゆたか）
声 - 杉田智和
ほたるの実兄。ほたるが失踪した冬にシカダ駄菓子の向かいに開店したタウンマートのエリート店長。
身長180センチを超えるほどの長身に加え、スーツを着こなした手練れのような風貌。好きな駄菓子はコーンポタージュ。
高級志向で店内にブランド物の菓子などを陳列するなど少々経営手腕は怪しく、それに対して「駄菓子を置いたらどうか」というココノツの我が身を省みないアドバイスに心を打たれ、彼を自分の部下にすることを虎視眈々と狙っている。
枝垂カンパニーの正当な後継者だが、自身は駄菓子よりも最新の食玩やカードゲームのほうを好んでおり、そんな自分が会社を継いで良いのかという葛藤を抱き出奔していた。
ほたるとの再会後も家業を継ぐつもりはないらしい。
オーバーなアクションやリアクションがほたるとの血縁を感じさせる。しかし本人は多少問題を抱えてはいても、自立した社会人として、夢見がちな妹や、子供であるココノツたちに大人としての助言や警告をすることもあり、ココノツと豆には大人の人間として慕われている。
しかし女性関係などの思春期な話題には弱く、相談を持ちかけられてもあまり大人な返答をすることができずココノツからは「僕らと同じレベルのアレか」と思われている。
玉井 たまこ（たまい たまこ）
声 - 原愛紗実
ヨウの古くからの知り合いでお好み焼き屋を営む女性。25歳の独身。喫煙者。ヨウの向こうを張るほどの長身で、スタイルもよく巨乳。威勢がよく、肝も太いが、酒に酔うとタガを外しやすい。
毎年行われる夏祭りのもんじゃの出店をめぐり、ヨウとじゃれ合いのような争いを展開している。
駄菓子はベビースターが好き。
小説版『もうひとつの夏休み』によると、自身の父親がヨウの親友であったことから、家族ぐるみの付き合いでココノツにもよくしていたとのこと。
アニメ2期のエンディングにも登場しているが、これは2期で監督を務めた桑原智が「キャラクターは全員好きだが、玉井たまこは別格で好きなキャラクター」であることから、「無理を言って監督権限でエンディングに登場させてもらった」とのこと。

## 作中に登場する駄菓子
登場する駄菓子は、ほとんどが製造、発売元の企業の許可を得て、実名のままで登場する。単行本の巻末ページには、収録話に登場した駄菓子のメーカーのクレジットが記載されている。例外としてガリガリ君のみ赤城乳業からの許可が取れなかったため、「ゴリゴリ君」という偽名で第1巻に登場している。
第1巻
- うまい棒（やおきん）
- ポテトフライ（東豊製菓）
- きなこ棒（西島製菓）
- 生いきビール（松山製菓）
- モロッコフルーツヨーグル（サンヨー製菓）
- コーヒー牛乳キャンディ（アメハマ製菓）
- ヤングドーナツ（宮田製菓）
- ブタメン（おやつカンパニー）
- くるくるぼーゼリー（東豊製菓）
- フエラムネ（コリス）
- ラムネ
- ココアシガレット（オリオン）
- プチプチうらないチョコ（チーリン製菓）
- ビンラムネ（岡田商店）
- こざくら餅（明光製菓）
- たまごアイス（井村屋）

第2巻
- わくわくスマートフォン（ハート）
- セブンネオン（丸義製菓）
- さくら大根（みやま食品工業）
- モンスタースタンプ（やおきん）
- ヤンヤンつけボー（明治）
- ヤッター！めん（ジャック製菓）
- ボンタンアメ（セイカ食品）
- アメリカンコーラ（松山製菓）
- 超ひもQ（明治）
- わたパチ（明治）
- すっぱいぶどうにご用心！（明治）
- キャベツ太郎（やおきん）
- 味カレー（大和製菓）
- メロンボール（井村屋）
- ねるねるねるね（クラシエフーズ）
- 面白ボーイ（まるたけ食品工業）
- チョコベビー（明治）
- チョコバット（三立製菓）
- ごえんがあるよ（チロルチョコ）

第3巻
- ふがし（しきしま・やおきん・鍵屋製菓）
- ベビースターラーメン（おやつカンパニー）
- にんじん（タカミ製菓）
- ヨーグレット（明治）
- まけんグミ（杉本屋製菓）
- つくるガブリチュウ（明治チューインガム）
- 梅ジャム（梅の花本舗）
- あんずボー（港常）
- グリコ（江崎グリコ）
- サクマ式ドロップス（佐久間製菓）
- コーラガム（丸川製菓）
- うんチョコ（チーリン製菓）
- 都こんぶ（中野物産）

第4巻
- 森永ラムネ（森永製菓）
- 超・怖い話ガム（トップ製菓）
- おやつカルパス（ヤガイ）
- ペペロンチーノ
- カットよっちゃん（よっちゃん食品工業）
- 食べルンですHi（オリオン）
- さくらんぼの詩（UHA味覚糖）
- ポッキンアイス
- チーズあられ（中村製菓）
- 森永ミルクキャラメル（森永製菓）
- 糸引き飴（耕生製菓）
- ミニコーラ（オリオン）
- パインアメ（コリス）
- プチガム（チーリン製菓）

第5巻
- あんこ玉（植田製菓工場）
- コーヒービート（明治）
- カンロ飴（カンロ）
- ブラックサンダー（有楽製菓）
- マーブル（明治）
- シゲキックス（UHA味覚糖）
- どんぐりガム（パイン）
- きえちゃう!!キャンディー（ライオン菓子）
- たのしいおすしやさん（クラシエフーズ）
- みずでっぽうアメ（やおきん）
- ビッグカツ（すぐる）
- 野球盤ガム（リリー）
- ぐるぐるもんじゃ（おやつカンパニー）
- ミルメーク（大島食品工業）

第6巻
- かんばんシールチョコ（ジャック製菓）
- ふ〜せんの実ガム（ロッテ）
- ニッキ水
- ブロイラー（オオニシ）
- むぎチョコ（高岡食品工業）
- プチプリン（みやけ食品）
- ミニオッパイキャンデー（フルタ製菓）
- かき氷
- 餅太郎（やおきん）
- ホームランバー（協同乳業・名糖産業）

第7巻
- タラタラしてんじゃね〜よ（よっちゃん食品工業）
- チョコボール（森永製菓）
- ロールキャンディ（やおきん）
- ニッキ貝
- 紋次郎いか（一十珍海堂）
- ハイエイトチョコ（フルタ製菓）
- たこせんべい（岡田屋製菓）

第8巻
- スーパーマリオくんコミックガム（トップ製菓）
- おにぎりせんべい（マスヤ）
- ニュー餅太郎（やおきん）
- 赤べー黒べーガム（丸川製菓）
- スニッカーズ（マースジャパン）
- ミルキー（不二家）
- どーん太郎（やおきん）
- ラーメン屋さん太郎（やおきん）
- シャービック（ハウス食品）
- いかそーめん（すぐる）

第9巻
- キャンディケイン
- カルメ焼き
- たまごボーロ（岩本製菓）
- ぷくぷくたい（名糖産業）
- 珍味銀行お札たら（ケイ・エスカンパニー）
- みかん水
- ロングガム（ノザキ製菓）
- きのこの山（明治）
- たけのこの里（明治）
- パイの実（ロッテ）
- きこりの切株（ブルボン）
- うまみちゃん（やおきん）
- 60分キャンディ（大阪糖菓）
- プリン棒（ミナモト製菓）

第10巻
- 野菜おやつ茎レタス（なとり）
- すっぱいスプレー（やおきん）
- ましゅろー（やおきん）
- ミルクの国（春日井製菓）
- あずきバー（井村屋）
- べっこう飴
- カメレオンキャンデー（キッコー製菓）
- コーンポタージュ（リスカ）
- おしどりミルクケーキ（日本製乳）

この内、ポテトフライの食べ方について、アニメ第1期第1話（原作第3話）の「重ね一気食い」を観た視聴者から製造元の東豊製菓に問い合わせが殺到し、同社が公式ページで「そのような食べ方は推奨しておりません」と消費者に呼びかける事態となり、本作中でも第127話で訂正された。

## 作中に登場する遊び
- めんこ
- けん玉
- あやとり（超ひもQの遊び方の1つ）
- おはじき
- ソフトグライダー
- ジャンケンマン
- ようかいけむり
- ベーゴマ
- ポンポン船
- タトゥーシール
- 昆虫採集セット

## 書誌情報

### 単行本
- コトヤマ 『だがしかし』〈少年サンデーコミックス〉 全11巻
  1. 2014年09月23日発行（9月18日発売[小 1]）、ISBN 978-4-09-125125-1
  2. 2015年03月23日発行（3月18日発売[小 2]）、ISBN 978-4-09-125399-6
  3. 2015年10月21日発行（10月18日発売[小 3]）、ISBN 978-4-09-126210-3
  4. 2015年12月23日発行（12月18日発売[小 4]）、ISBN 978-4-09-126570-8
    - 特製メンコ付き限定版 同日発売[小 5]、ISBN 978-4-09-159222-4

  5. 2016年5月23日発行（5月18日発売[小 6]）、ISBN 978-4-09-127160-0
    - 生ブロマイド付き限定版 同日発売[小 7]、ISBN 978-4-09-159231-6

  6. 2016年10月23日発行（10月18日発売[小 8]）、ISBN 978-4-09-127408-3
  7. 2017年03月22日発行（3月17日発売[小 9]）、ISBN 978-4-09-127513-4
  8. 2017年08月15日発行（8月10日発売[小 10]）、ISBN 978-4-09-127681-0
  9. 2017年12月23日発行（12月18日発売[小 11]）、ISBN 978-4-09-127882-1
  10. 2018年02月21日発行（2月16日発売[小 12]）、ISBN 978-4-09-128083-1
  11. 2018年05月23日発行（5月18日発売[小 13]）、ISBN 978-4-09-128247-7
    - フィギュア付き特別版 同日発売[小 14]）、ISBN 978-4-09-943012-2

### 公式ファンブック
- 『だがしかし公式ファンブック』 2016年1月18日発売[小 15]、ISBN 978-4-09-126830-3

### イラスト集
- 『だがしなど～未収録作品＆イラスト集～』 2019年11月18日発売、ISBN 978-4-09-129531-6

### 小説
- 原作・イラスト：コトヤマ、小説：逢空万太 『だがしかし もうひとつの夏休み』 小学館〈ガガガ文庫〉 
  1. 2015年12月18日発売、ISBN 978-4-09-451585-5

## テレビアニメ
|                               | 第1期                                                 | 第2期                                                 |
| ----------------------------- | ----------------------------------------------------- | ----------------------------------------------------- |
| 原作                          | コトヤマ （小学館「週刊少年サンデー」連載中）         | コトヤマ （小学館「週刊少年サンデー」連載中）         |
| 監督                          | 高柳滋仁                                              | 桑原智                                                |
| シリーズ構成                  | 高柳滋仁、加茂靖子                                    | 森田真由美                                            |
| キャラクターデザイン          | 神本兼利                                              | 三浦菜奈                                              |
| プロップデザイン              | 佐藤元昭、山本篤史 立田眞一（2話 - ）                 | 藤井琇苑                                              |
| 美術監督                      | 高木佐和子                                            | 柴田正人                                              |
| 色彩設計                      | 岩井田洋                                              | 油谷ゆみ                                              |
| 撮影監督                      | 本台貴宏                                              | 児玉純也                                              |
| 編集                          | 平木大輔                                              | 渡部珠未                                              |
| 音響監督                      | 本山哲                                                | 本山哲                                                |
| 音楽                          | 大隅知宇、信澤宣明                                    | 大隅知宇、信澤宣明                                    |
| 音楽制作                      | ポニーキャニオン                                      | ポニーキャニオン                                      |
| 音楽プロデューサー            | 高畑裕一郎                                            | 横尾勇亮                                              |
| プロデューサー                | 田中潤一朗、中目孝昭 大橋智之、吉川敦史               | 田中潤一朗、中目孝昭 大橋智之、吉川敦史               |
| プロデューサー                | 向田真登、岡本順哉 吉村安博                           | 寺田悠輔、知久敦 西矢泰之、鶴田紀章                   |
| アニメーション プロデューサー | 吉田啓祐                                              | 宇田川純男 大澤宏志                                   |
| アニメーション制作            | feel.                                                 | 手塚プロダクション                                    |
| 製作協力                      | ポニーキャニオン、小学館、日音 U-NEXT、レイ、ローソン | ポニーキャニオン、小学館、日音 U-NEXT、レイ、ローソン |
| 製作協力                      | ダックス プロダクション                               | ポニーキャニオン エンタープライズ                     |
| 製作                          | シカダ駄菓子                                          | シカダ駄菓子2                                         |
| 製作                          | TBS                                                   |                                                       |

2016年1月8日から同年3月31日まで、TBSテレビほかにて第1期が放送された。実在する駄菓子の商品名は、原作同様ほぼ実名で登場している。また、第1話では原作にはないアニメオリジナルの他作品パロディシーンも挿入されている。
2018年1月から3月までは第2期『だがしかし2』が放送された。30分枠放送だった第1期とは異なり、同じサンデー系列で連載されている『たくのみ。』と分ける形の15分枠で放送された。また、アニメーション制作会社がfeel.から手塚プロダクションに変わり、主要スタッフも大幅に変更されている。

### 反響（アニメ）
PVが公開されると、その完成度に作者はTwitterで賛辞を送り、ファンやほたる役の竹達彩奈からも期待が寄せられた。
原作単行本の発行部数はアニメ化発表からの3か月間で倍増、dアニメストアによる「今期何観る？2016冬アニメ人気投票」では総合第7位、アニメ！アニメ！による「2016年冬アニメ何見てる？」では第1位、ソニー・コンピュータエンタテインメントによる1月放送開始の冬アニメの第1話を対象とした速報トルネ番付で第1位、月刊トルネ番付で第3位、ビデオマーケットによる2016年1月18日 - 1月24日のアニメ視聴数ランキングで第5位。
第1話に登場したポテトフライについては、本作の視聴者による問い合わせが殺到したため、製造元の東豊製菓が公式サイトに回答を掲載しており、この回答ページには本作への顔文字付き隠し文が仕込まれている。また、ヤングドーナツについても製造元の宮田製菓が公式Twitterで本作の影響を喜ぶツイートを掲載した。
2016年4月3日には、イードのニュースサイト「アニメ！アニメ！」にて、本作を見たアニメライターの月乃雫が「様々な味が楽しめて1本10円という、誰でも一度は食べたことのあるあれ」や「ほたるさんが惚れた、あの少年が目印の駄菓子」を再現する様子が掲載された。

### コラボレーション
オリオン
2015年12月29日 - 12月31日に行われたコミックマーケット89のTBS・ポニーキャニオン・小学館の各ブースでそれぞれココアシガレットが無料配布された。
やおきん
コミックマーケット89のTBSアニメーション/アニまるっ！ブースで等身大タペストリーとTシャツが先行販売された後、2016年1月下旬 - 2月上旬にアニまるっ!で予約販売された。
松山製菓
2016年2月13日に生いきビールを付属したビアジョッキが発売された。
おやつカンパニー
2016年2月22日にブタメンの明太マヨ味が、同年3月14日にベビースターラーメンのココナッツカレー味がそれぞれ日本全国のコンビニエンスストアで発売された。前者の発売日にはアニメイト秋葉原店で記者会見が開催され、竹達彩奈、ブタメン君、ベイちゃんが登壇した。

### 主題歌
第1期
どちらも第3話より映像が変更されている。
オープニングテーマ「Checkmate!?」
作詞 - RUCCA / 作曲 - 藤田淳平 / 編曲 - 岩橋星実 / 歌 - MICHI
MVは、MICHIと共に19種類の駄菓子が登場することで話題となっている。2016年2月2日付moraハイレゾランキングでは、第1位を獲得した。
エンディングテーマ「Hey!カロリーQueen」
作詞・作曲・編曲 - やしきん / 歌 - 竹達彩奈
竹達によれば、「駄菓子を好きな人にたとえているような歌詞が特徴です」とのこと。2016年2月2日付moraハイレゾランキングでは、第4位を獲得した。

第2期
オープニングテーマ「OH MY シュガーフィーリング!!」（第1話 - 第3話、第5話 - 第12話）
作詞 - 中村彼方 / 作曲 - Motokiyo / 編曲 - 大久保薫 / 歌 - 竹達彩奈
第12話ではエンディングテーマとして使用された。
エンディングテーマ「おかしなわたしとはちみつのきみ」（第1話 - 第3話、第5話 - 第11話）
作詞・作曲 - 前山田健一 / 編曲 - 浅田将明 / 歌 - はちみつロケット

### 各話リスト
| 話数                 | サブタイトル                                                                 | 脚本                | コンテ              | 演出                | 作画監督                                                          | 総作画監督                 |
| 第1期『だがしかし』  | 第1期『だがしかし』                                                          | 第1期『だがしかし』 | 第1期『だがしかし』 | 第1期『だがしかし』 | 第1期『だがしかし』                                               | 第1期『だがしかし』        |
| -------------------- | ---------------------------------------------------------------------------- | ------------------- | ------------------- | ------------------- | ----------------------------------------------------------------- | -------------------------- |
| 第1話                | うまい棒とポテフと…コーヒー牛乳キャンディとヤングドーナツと…                 | 加茂靖子            | 高柳滋仁            | 高柳滋仁            | 安田祥子、川島尚 清水直樹                                         | 神本兼利                   |
| 第2話                | きなこ棒と生いきビールと…フエラムネとめんこと…                               | 加茂靖子            | 高柳滋仁            | ふじいたかふみ      | 中山初絵、山内則康 謝宛倩、佐藤元昭 山本篤史                      | 神本兼利                   |
| 第3話                | ブタメンとくるくるぼーゼリーと…ボンタンアメとセブンネオンと…                 | 加茂靖子            | 重本和佳子          | 嵯峨敏              | 山本善哉、門智昭 北村友幸、清水直樹                               | 山崎正和 枡田邦彰          |
| 第4話                | ふがしとふがしと…グリコとグリコと…                                           | 浦畑達彦            | 平峯義大            | 平峯義大            | 井嶋けい子、川島尚                                                | 山崎正和 枡田邦彰          |
| 第5話                | ビンラムネとベビースターラーメンと…ヤッターめんとすっぱいぶどうにご用心！と… | 加茂靖子            | こでらかつゆき      | 宮崎修司            | 松下郁子、高橋敦子                                                | 神本兼利                   |
| 第6話                | 超ひもQとおはじきと ときどきまけんグミ…ヨーグレットとココナツと…             | 横手美智子          | 重本和佳子          | こさや              | 山内則康、鎌田均 山村俊了、清水直樹 安田祥子、北村友幸            | 神本兼利 枡田邦彰 山崎正和 |
| 第7話                | 夏祭りとほたると…夏祭りとサヤと…                                             | 加茂靖子            | 岩崎光洋            | 岩崎光洋            | 佐藤元昭、川島尚 山本篤史、立田眞一 北村友幸、村上竜之介          | 神本兼利 山崎正和          |
| 第8話                | 超怖い話ガムと台風と…けん玉とプチプチ占いチョコと…                           | 横手美智子          | こでらかつゆき      | ふじいたかふみ      | 枡田邦彰、佐藤元昭 清水直樹、村上竜之介 北村友幸、安田祥子 川島尚 | 神本兼利 山崎正和          |
| 第9話                | わたパチとうんチョコと…さくら大根とたまごアイスと…                           | 浦畑達彦            | 平峯義大            | 平峯義大            | 枡田邦彰、井嶋けい子 村上竜之介、中山初絵 小堺能夫、謝苑倩        | 神本兼利 山崎正和          |
| 第10話               | 駄菓子じゃねえか!                                                            | 加茂靖子            | 鈴木健太郎          | 高柳滋仁            | 川島尚、清水直樹 袴田裕二、鷲北恭太 村上竜之介、江上夏樹          | 神本兼利 枡田邦彰 山崎正和 |
| 第11話               | コーラガムとヨウと…都こんぶとラムネと…                                       | 浦畑達彦 加茂靖子   | こでらかつゆき      | 藤井辰巳 高田昌豊   | 松下郁子、緒方浩美 稲津辰宣、丸山匡彦 夏瀬悠里                    | 神本兼利 山崎正和          |
| 第12話               | 食べるんですHiとさくらんぼの詩と…森永ミルクキャラメルとサクマ式ドロップスと… | 浦畑達彦 加茂靖子   | 岩崎光洋 高柳滋仁   | 岩崎光洋            | 井嶋けい子、村上竜之介 川島尚、清水直樹                           | 神本兼利 山崎正和 枡田邦彰 |
| 第2期『だがしかし2』 |                                                                              |                     |                     |                     |                                                                   |                            |
| 第1話                | ビッグカツとペペロンチーノと…                                                | 森田眞由美          | 桑原智              | 吉村文宏            | 中村路之将                                                        | 小林明美                   |
| 第2話                | 野球盤ガムとポンポン船と…                                                    | 森田眞由美          | 桑原智              | 又野弘道            | 斉藤圭太                                                          | 小林明美                   |
| 第3話                | ベーゴマと追憶と…                                                            | 森田眞由美          | 桑原智              | 千葉茂              | 千葉茂                                                            | 小林明美                   |
| 第4話                | ホームランバーと花火大会と…                                                  | 森田眞由美          | 桑原智              | いわもとやすお      | 薄谷栄之                                                          | 小林明美                   |
| 第5話                | 救急車とタラタラしてんじゃね〜よと…                                          | 横手美智子          | 桑原智              | いわもとやすお      | 山田桃子                                                          | 小林明美                   |
| 第6話                | ビニコンと求人情報誌と…                                                      | 横手美智子          | 桑原智              | 前園文夫            | 志生野このみ、久松沙紀 山田桃子、興村忠美 青木一紀、野田道子      | 斉藤圭太                   |
| 第7話                | 尾張ハジメとチョコボールと…                                                  | 森田眞由美          | 桑原智              | 前園文夫            | 中村路之将                                                        | 小林明美                   |
| 第8話                | ロールキャンディとハイエイトチョコと…                                        | 森田眞由美          | 桑原智              | 山口頼房            | アラタハヤト、内田裕 青木一紀、三浦菜奈                           | 小林明美                   |
| 第9話                | インターネッツとスーパーボールと…                                            | 横手美智子          | 桑原智              | 千葉茂              | 千葉茂                                                            | 斉藤圭太                   |
| 第10話               | 紋次郎いかと漫画原稿と…                                                      | 横手美智子          | 桑原智              | 山口頼房            | Hwang Il Jin                                                      | 小林明美                   |
| 第11話               | ホームランバーの当たり棒と雪と…                                              | 森田眞由美          | 桑原智              | 前園文夫            | 山田桃子                                                          | 小林明美 三浦菜奈          |
| 第12話               | ただいまとおかえりと…                                                        | 森田眞由美          | 桑原智              | 前園文夫            | 中村路之将、内田裕 斉藤圭太、青木一紀                             | 小林明美                   |

### 放送局
| 放送期間                | 放送時間                     | 放送局         | 対象地域   | 備考                             |
| ----------------------- | ---------------------------- | -------------- | ---------- | -------------------------------- |
| 2016年1月8日 - 4月1日   | 金曜 2:16 - 2:46（木曜深夜） | TBSテレビ      | 関東広域圏 | 製作局 / 字幕放送 連動データ放送 |
|                         | 金曜 3:30 - 4:00（木曜深夜） | CBCテレビ      | 中京広域圏 |                                  |
|                         | 金曜 23:30 - 土曜 0:00       | サンテレビ     | 兵庫県     |                                  |
| 2016年1月10日 - 4月3日  | 日曜 1:30 - 2:00（土曜深夜） | BS-TBS         | 日本全域   | BS放送                           |
| 2016年1月18日 - 4月11日 | 月曜 1:30 - 2:00（日曜深夜） | TBSチャンネル1 | 日本全域   | CS放送 / リピート放送あり        |

| 配信期間               | 配信時間                   | 配信サイト          |
| ---------------------- | -------------------------- | ------------------- |
| 2016年1月11日 - 4月4日 | 月曜 12:00 更新            | U-NEXT / アニメ放題 |
| 2016年1月13日 - 4月6日 | 水曜 0:00（火曜深夜） 更新 | GYAO!               |
|                        |                            | バンダイチャンネル  |
|                        | 水曜 22:30 - 23:00         | ニコニコ生放送      |
| 2016年1月20日 - 4月6日 | 水曜 23:00 更新            | ニコニコチャンネル  |

| 放送期間                           | 放送時間                     | 放送局         | 対象地域   | 備考                      |
| ---------------------------------- | ---------------------------- | -------------- | ---------- | ------------------------- |
| 2018年1月12日 - 3月30日            | 金曜 2:28 - 2:43（木曜深夜） | TBSテレビ      | 関東広域圏 | 製作局 / 字幕放送         |
|                                    | 金曜 23:30 - 23:45           | サンテレビ     | 兵庫県     |                           |
| 2018年1月14日 - 4月1日             | 日曜 1:30 - 1:45（土曜深夜） | BS-TBS         | 日本全域   | BS放送                    |
| 2018年1月15日 - 4月2日             | 月曜 1:30 - 1:45（日曜深夜） | TBSチャンネル1 | 日本全域   | CS放送 / リピート放送あり |
| 全局『たくのみ。』とのセット放送。 |                              |                |            |                           |

| 配信期間                | 配信時間           | 配信サイト                                                                                    |
| ----------------------- | ------------------ | --------------------------------------------------------------------------------------------- |
| 2018年1月12日 - 3月30日 | 金曜 12:00 更新    | U-NEXT アニメ放題                                                                             |
| 2018年1月15日 - 4月2日  | 月曜 12:00 更新    | dTV dアニメストア GYAO! Amazonプライム・ビデオ Rakuten TV ビデオマーケット ニコニコチャンネル |
|                         | 月曜 22:00 - 22:15 | ニコニコ生放送                                                                                |
| 2018年1月16日 - 4月3日  | 火曜 0:00 更新     | ビデオパス                                                                                    |
| 2018年2月21日 - 5月9日  | 水曜 12:00 更新    | Netflix                                                                                       |

### BD / DVD
| 巻 | 発売日        | 収録話          | 規格品番   | 規格品番   |
| 巻 | 発売日        | 収録話          | BD         | DVD        |
| -- | ------------- | --------------- | ---------- | ---------- |
| 1  | 2016年3月16日 | 第1話 - 第2話   | PCXE-50631 | PCBE-55261 |
| 2  | 2016年4月20日 | 第3話 - 第4話   | PCXE-50632 | PCBE-55262 |
| 3  | 2016年5月18日 | 第5話 - 第6話   | PCXE-50633 | PCBE-55263 |
| 4  | 2016年6月15日 | 第7話 - 第8話   | PCXE-50634 | PCBE-55264 |
| 5  | 2016年7月20日 | 第9話 - 第10話  | PCXE-50635 | PCBE-55265 |
| 6  | 2016年8月17日 | 第11話 - 第12話 | PCXE-50636 | PCBE-55266 |

| 巻 | 発売日        | 収録話         | 規格品番   |
| -- | ------------- | -------------- | ---------- |
| 上 | 2018年3月21日 | 第1話 - 第6話  | PCXP-50591 |
| 下 | 2018年4月18日 | 第7話 - 第12話 | PCXP-50592 |

| 巻 | 発売日        | 収録話         | 規格品番   |
| -- | ------------- | -------------- | ---------- |
| 1  | 2018年3月21日 | 第1話 - 第4話  | PCBP-53911 |
| 2  | 2018年4月18日 | 第5話 - 第8話  | PCBP-53912 |
| 3  | 2018年5月16日 | 第9話 - 第12話 | PCBP-53913 |

### ニコニコ生放送
| 放送日         | 番組タイトル                                                         | パーソナリティ                                                                                |
| -------------- | -------------------------------------------------------------------- | --------------------------------------------------------------------------------------------- |
| 2015年12月21日 | TVアニメ「だがしかし」ニコニコ生放送〜ミッドナイト DA・GA・SHI SHOW! | 竹達彩奈（枝垂ほたる役） 沼倉愛美（遠藤サヤ役）                                               |
| 2016年01月28日 | だがしかし ニコニコ生放送～ミッドナイト DA・GA・SHI SHOW！～第2回    | 竹達彩奈（枝垂ほたる役） 沼倉愛美（遠藤サヤ役）                                               |
| 2016年02月22日 | だがしかし ニコニコ生放送～ミッドナイト DA・GA・SHI SHOW！～第3回    | 竹達彩奈（枝垂ほたる役） 阿部敦（鹿田ココノツ役） 沼倉愛美（遠藤サヤ役） 杉田智和（ペリー役） |
| 2016年04月29日 | だがしかし ニコニコ生放送～ミッドナイト DA・GA・SHI SHOW！～第4回    | 竹達彩奈（枝垂ほたる役） 沼倉愛美（遠藤サヤ役）                                               |
| 2016年05月25日 | だがしかし ニコニコ生放送～ミッドナイト DA・GA・SHI SHOW！～第5回    | 竹達彩奈（枝垂ほたる役） 沼倉愛美（遠藤サヤ役）                                               |
| 2017年12月27日 | 「だがしかし」ミッドナイトDA・GA・SHI SHOW！2                        | 竹達彩奈（枝垂ほたる役） 沼倉愛美（遠藤サヤ役）                                               |
| 2018年01月27日 | 「だがしかし」ミッドナイトDA・GA・SHI SHOW！2 第2回                  | 竹達彩奈（枝垂ほたる役） 沼倉愛美（遠藤サヤ役）                                               |
| 2018年02月28日 | 「だがしかし」ミッドナイトDA・GA・SHI SHOW！2 第3回                  | 沼倉愛美（遠藤サヤ役） 赤﨑千夏（尾張ハジメ役）                                               |
| 2018年03月06日 | 「だがしかし」ミッドナイトDA・GA・SHI SHOW！2 特別編                 | 阿部敦（鹿田ココノツ役） 鈴木達央（遠藤豆役）                                                 |
| 2018年05月03日 | 「だがしかし」ミッドナイトDA・GA・SHI SHOW！2 第4回                  | 沼倉愛美（遠藤サヤ役） 阿部敦（鹿田ココノツ役）                                               |

### スピンオフ番組
番組タイトル
「だがしかし」阿部敦・鈴木達央のふたり遠足
放送局
TBSチャンネル2 名作ドラマ・スポーツ・アニメ
初出放送
前編：2016年7月18日 22:30 - 23:00
後編：2016年8月1日 22:30 - 23:00
完全版：2016年9月25日 20:00 - 21:30
出演
- 阿部敦（鹿田ココノツ役）
- 鈴木達央（遠藤豆役）

ナレーション
- 藤原啓治（鹿田ヨウ役）

ただし、完全版のナレーションは藤原の急病を受けて別の女性声優が代役を務めた。
番組概要
『だがしかし』で共演した阿部敦と鈴木達央がその物語を実感する、“大人の遠足”をテーマとしたロケバラエティ。駄菓子の製造工場見学や、温泉めぐり、アニメの裏話などで送る。工場見学では、リスカの工場（茨城県常総市）が登場した。
| TBS 金曜2:16 - 2:46（木曜深夜）枠                           | TBS 金曜2:16 - 2:46（木曜深夜）枠             | TBS 金曜2:16 - 2:46（木曜深夜）枠                                        |
| 前番組                                                      | 番組名                                        | 次番組                                                                   |
| ----------------------------------------------------------- | --------------------------------------------- | ------------------------------------------------------------------------ |
| ヤング ブラック・ジャック                                   | だがしかし                                    | 少年メイド （1:58 - 2:28）坂本ですが? （2:28 - 2:58）                    |
| TBS 金曜2:28 - 2:58（木曜深夜）枠                           |                                               |                                                                          |
| 中二病でも恋がしたい! - 自社製作UHFアニメ、代替・つなぎ番組 | だがしかし2 & たくのみ。 【ここまでアニメ枠】 | イベントGO! ※2:28 - 2:35カイモノラボ 【ここから通販番組枠】 ※2:35 - 3:45 |

### イベント
オッティモフェスタ！ - 2016年5月28日に山野ホールにて開催。
オッティモフェスタ！2 - 2018年6月3日に山野ホールにて開催。

## その他
岡山県瀬戸内市にある「日本一のだがし売り場」の店内の一角にて、『シカダ駄菓子』の店内が再現されている。この『シカダ駄菓子』の内部で陳列してある商品も、購入可能である。
- 日本一のだがし売り場 - 株式会社大町